# Musterschule
Musterschule är en gymnasieskola i Frankfurt am Main i Tyskland som grundades den 18 april 1803 av Wilhelm Friedrich Hufnagel.